# Winthemia brevipennis
Winthemia brevipennis là một loài ruồi trong họ Tachinidae.